# Martinska Ves
Martinska Ves  è un comune della Croazia di 4 026 abitanti della regione di Sisak e della Moslavina.